# Anatoli Iwanowitsch Lukjanow

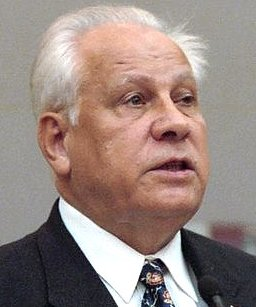
Anatoli Iwanowitsch Lukjanow (1999)

Anatoli Iwanowitsch Lukjanow (russisch Анатолий Иванович Лукьянов; * 7. Mai 1930 in Smolensk; † 9. Januar 2019 in Moskau) war ein sowjetischer bzw. russischer Politiker und 1991 Putschist gegen Gorbatschow. Er ist der Vater der emigrierten russischen Juristin Jelena Anatoljewna Lukjanowa.

## Politische Karriere
Michail Gorbatschow förderte Lukjanows Aufstieg in die Machtzentrale. Er war vom 23. April 1985 bis 1988 Abteilungsleiter und ab Juli 1987 Sekretär des Zentralkomitees der KPdSU, und er leitete die Allgemeine Abteilung – also die Kaderabteilung – des ZKs. 1988 bis 1990 war er Erster Stellvertretender Vorsitzender des Präsidiums des Obersten Sowjets, also Stellvertreter von Gorbatschow im Amt des Staatsoberhauptes. Zugleich war er auch vom 30. September 1988 bis zum 14. Juli 1990 Kandidat des Politbüros, also Kandidat im höchsten politischen Gremium der KPdSU. Nachdem das neue Amt eines Präsidenten der Sowjetunion eingerichtet worden war und Gorbatschow dieses Amt übernommen hatte, war Lukjanow vom 15. März 1990 bis zum 28. August 1991 dann Vorsitzender des Obersten Sowjets. Bis Anfang 1991 unterstützte er den von Gorbatschow eingeschlagenen politischen Kurs der Konzepte von Glasnost (Offenheit) und Perestroika (Umstrukturierung) für Partei und Staat. Erst mit der Sitzung des Obersten Sowjets unter Leitung von Lukjanow vom 17. Juni 1991 versuchten er und Ministerpräsident Walentin Pawlow erfolglos die Position Gorbatschows zu schwächen.

### Der Augustputsch
Zusammen mit Verteidigungsminister Marschall Dmitri Jasow, Innenminister Boris Pugo, Ministerpräsident Walentin Pawlow, KGB-Chef Wladimir Krjutschkow, Vizepräsident Gennadi Janajew, Gorbatschows Stabschef Waleri Boldin sowie den ZK-Sekretären Oleg Schenin und Oleg Baklanow war Lukjanow Mitinitiator des Augustputsches gegen Gorbatschow im August 1991. Am 19. August 1991 meldete die sowjetische Nachrichtenagentur TASS eine angebliche Erkrankung Michail Gorbatschow und dass Janajew die Amtsgeschäfte übernommen habe. Der Versuch der Putschisten, Gorbatschow zum Rücktritt zu bewegen, misslang. Nach drei Tagen war der Putsch vorbei, bei dem sich vor allem Boris Jelzin als Hauptfigur des Widerstands hervortat. Als Ergebnis der Verschwörung schwand Gorbatschows Macht, die KPdSU wurde in der RSFSR verboten, und Ende 1991 wurde der Zerfall der Sowjetunion besiegelt. Unmittelbar nach dem Zusammenbruch des Putsches bekannte Lukjanow: „Dieses Abenteuer war eine Verschwörung und ein absolut rechtswidriger Akt … Ich habe unablässig auf die Rechtswidrigkeit der Handlung der Putschisten hingewiesen.“ Später rechtfertigte er jedoch den Staatsstreich. Er und seine Mitputschisten wurden zu Haftstrafen verurteilt, 1993 erfolgten Haftverschonungen und Amnestien.

### Weitere politische Karriere
Im Jahr 1993 gehörte Lukjanow zu den Gründern der Kommunistischen Partei der Russischen Föderation. Bis 2003 war er Vorsitzender des Zentralen Beirats der Partei und leitender Berater des Parteivorsitzenden Gennadi Sjuganow. Von 1993 bis 2003 war Lukjanow Abgeordneter der Kommunistischen Partei in der Staatsduma. Bei der Dumawahl 2003 kandidierte er nicht mehr, weil er Vorstandsmitglied des Unternehmens OEG Petroservis wurde.